# ایمیدازولیدین
ایمیدازولیدین (به انگلیسی: Imidazolidine) یک ترکیب شیمیایی با شناسه پاب‌کم ۴۴۹۴۸۸ است. که جرم مولی آن ۷۲٫۱۰۹ g/mol می‌باشد. 